# (65828) 1996 VZ37
1996 في زد 37 (ويعرف أيضًا باسم (65828) 1996 في زد 37 وفق تسمية الكوكب الصغير) (بالإنجليزية: 1996 VZ37)‏ هو كويكب ضمن حزام الكويكبات؛ وترتيبه 65828 من حيث الاكتشاف.
اكتُشف هذا الجُرم الفلكي بواسطة برنامج شميدت للكويكبات في بكين في 1 نوفمبر 1996.

## وصلات خارجية
- (65828) 1996 VZ37 في قاعدة بيانات مختبر الدفع النفاث لأجرام النظام الشمسي الصغيرة

- الاكتشاف · مخطط المدار ·  العناصر المدارية · المعلمات المادية

- (65828) 1996 VZ37 على موقع ويكي سكاي: DSS2, SDSS, GALEX, IRAS, Hydrogen α, X-Ray, Astrophoto, Sky Map, Articles and images